# Maison du Cerisier
La maison du Cerisier est situé à Tours dans le Vieux-Tours, au 21 rue des Cerisiers. Le monument fait l’objet d’une inscription au titre des monuments historiques depuis 1948.

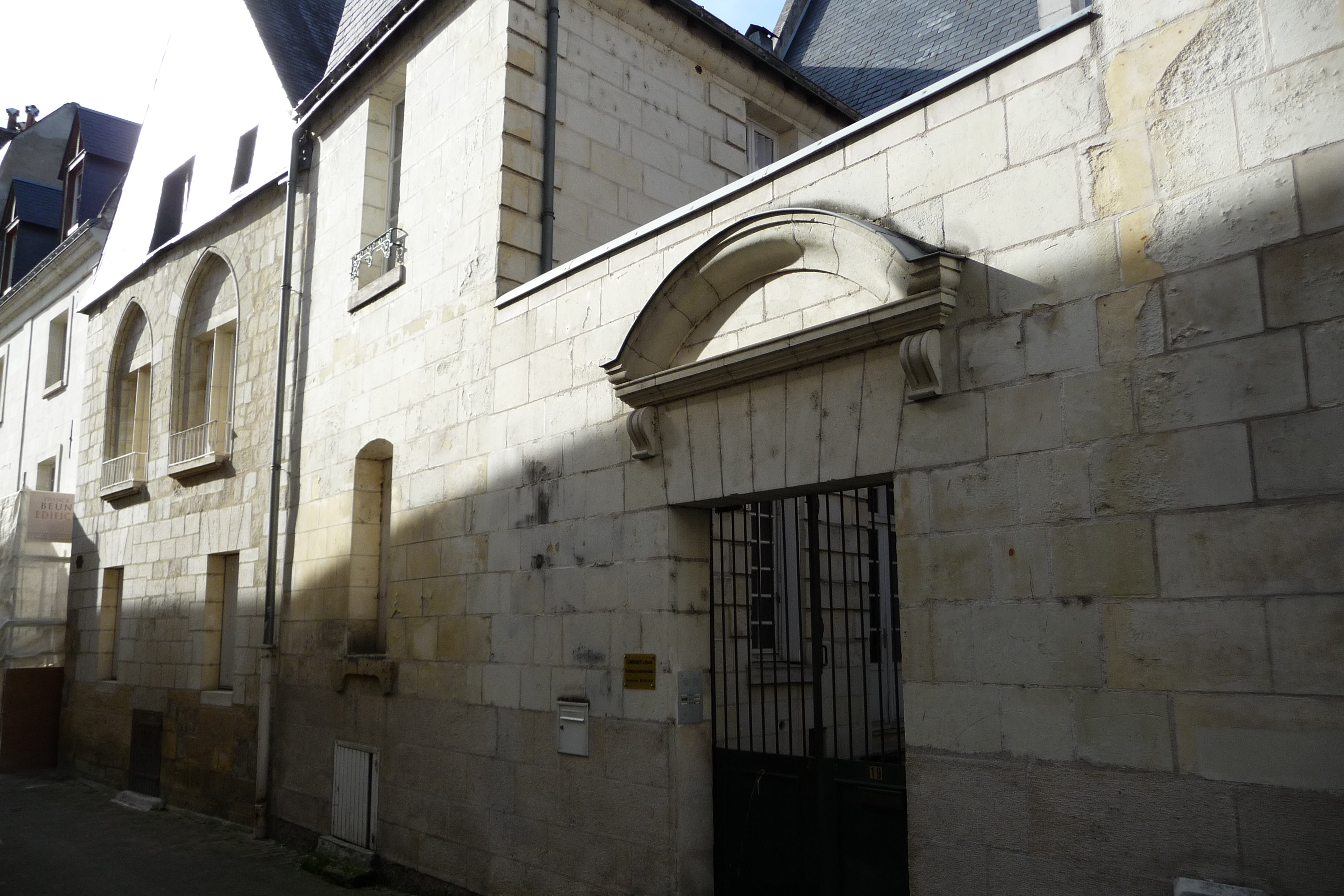
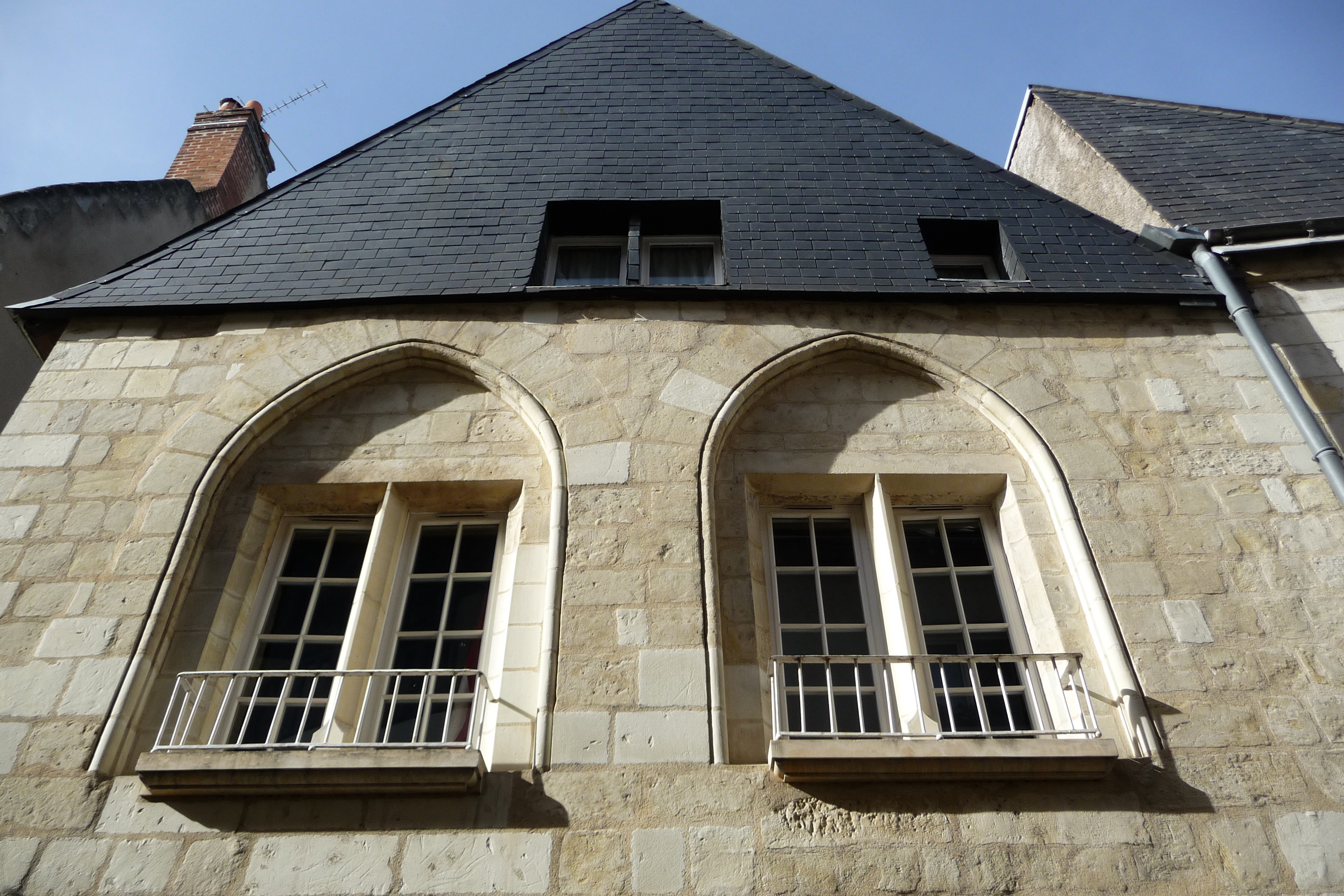